# Embonas
Embonas (griechisch Έμπωνας (m. sg.) italienisch Èmbona seltener Emponas) ist ein Berg- und Weinbaudorf im Gemeindebezirk Atavyros auf der griechischen Dodekanesinsel Rhodos.
Im Jahr 2011 hatte Embonas 1061 Einwohner und bildet mit den 181 Einwohnern der Siedlung Mandriko (Μανδρικό) den Stadtbezirk Embonas (Δημοτική Κοινότητα Έμπωνα Dimotikí Kinótita Émbona); zusammen waren es 1242 Einwohner.

## Lage
Der Stadtbezirk Embonas erstreckt sich über 77,666 km² von der Westküste der Dodekanesinsel Rhodos bis zur Gipfelregion des Attavyros, dem höchsten Berg der Insel. Dabei umschließt er das Gebiet der westlich gelegenen Ortsgemeinschaft Kritinia vollständig. Im Uhrzeigersinn grenzen von Norden nach Süden Salakos, Apollona, Laerma, Agios Isidoros sowie Siana an.
Der Ort Embonas ist an den nordwestlichen Ausläufern des Attavyros auf 430 m über dem Meer gelegen und ist einer der höchstgelegenen Orte der Insel. Südlich des Dorfes erstrecken sich ausgedehnte Weinberge, danach steigt das Gelände steil bis zum Gipfel des Attavyros an. Die Siedlung Mandriko liegt nördlich von Kritinia unmittelbar an der Küstenstraße.

## Verwaltungsgliederung und Bevölkerungsentwicklung
Unter der Bezeichnung Èmbona verzeichneten die statistischen Angaben während der Italienischen Zeit für den Ort 867 Einwohner im Jahr 1921, 1086 Einwohner für 1931 und 1082 Einwohner für das Jahr 1936.
Nach dem Anschluss des Dodekanes an Griechenland 1947 bildete Embonas gemeinsam mit Mandriko und dem Weiler Nani von 1948 an die Landgemeinde Embonas (Κοινότητα Έμπωνα Kinótita Émbona). Zwischen 1952 und 1966 wurde Mandriko zunächst der Landgemeinde Kritinia zugeschlagen und bildete 1967 kurzzeitig eine eigenständige Landgemeinde. Der Weiler Nani wurde 1991 aufgelöst. Mit der Gebietsreform 1997 erfolgte der Zusammenschluss mit vier weiteren Landgemeinden zur damaligen Gemeinde Atavyros mit Embonas als Verwaltungssitz. Diese wiederum ging mit der Umsetzung der Verwaltungsreform 2010 als Gemeindebezirk in der Gemeinde Rhodos auf, wo Embonas seither einen Stadtbezirk bildet.
Einwohnerentwicklung von Embonas
| Name     | griechischer Name | Code       | 1947 | 1951 | 1961 | 1971 | 1981 | 1991 | 2001 | 2011 |
| -------- | ----------------- | ---------- | ---- | ---- | ---- | ---- | ---- | ---- | ---- | ---- |
| Embonas  | Έμπωνας (m. sg.)  | 6901030101 | 1013 | 1067 | 1170 | 1096 | 1148 | 1230 | 1216 | 1061 |
| Mandriko | Μανδρικό (n. sg.) | 6901030102 | 0156 | 0179 | *    | 0208 | 0229 | 0239 | 0235 | 0181 |
| Nani     | Νάνοι (m. pl.)    |            | 0048 | 0117 | 0089 | 0002 | -    |      |      |      |
| Gesamt   | Gesamt            | 69010301   | 1267 | 1363 | 1259 | 1306 | 1377 | 1469 | 1451 | 1242 |

* 1961 hatte Mandriko 205 Einwohner und zählte zur Landgemeinde Kritinia

## Wirtschaft
Das Dorf ist umgeben von Weinbergen, Olivenhainen und Pinienwäldern. Die Wirtschaft ist geprägt von Landwirtschaft (Weinbau, Olivenproduktion, Viehzucht), Weinkellerei und Tourismus. Neben der am Ort größten Kellerei Emery gibt es mehrere kleinere Kellereien (Alexandris, Kounaki, Merkouris u. a.).